# Le Cavalier bleu
Pour les articles homonymes, voir Cavalier bleu.

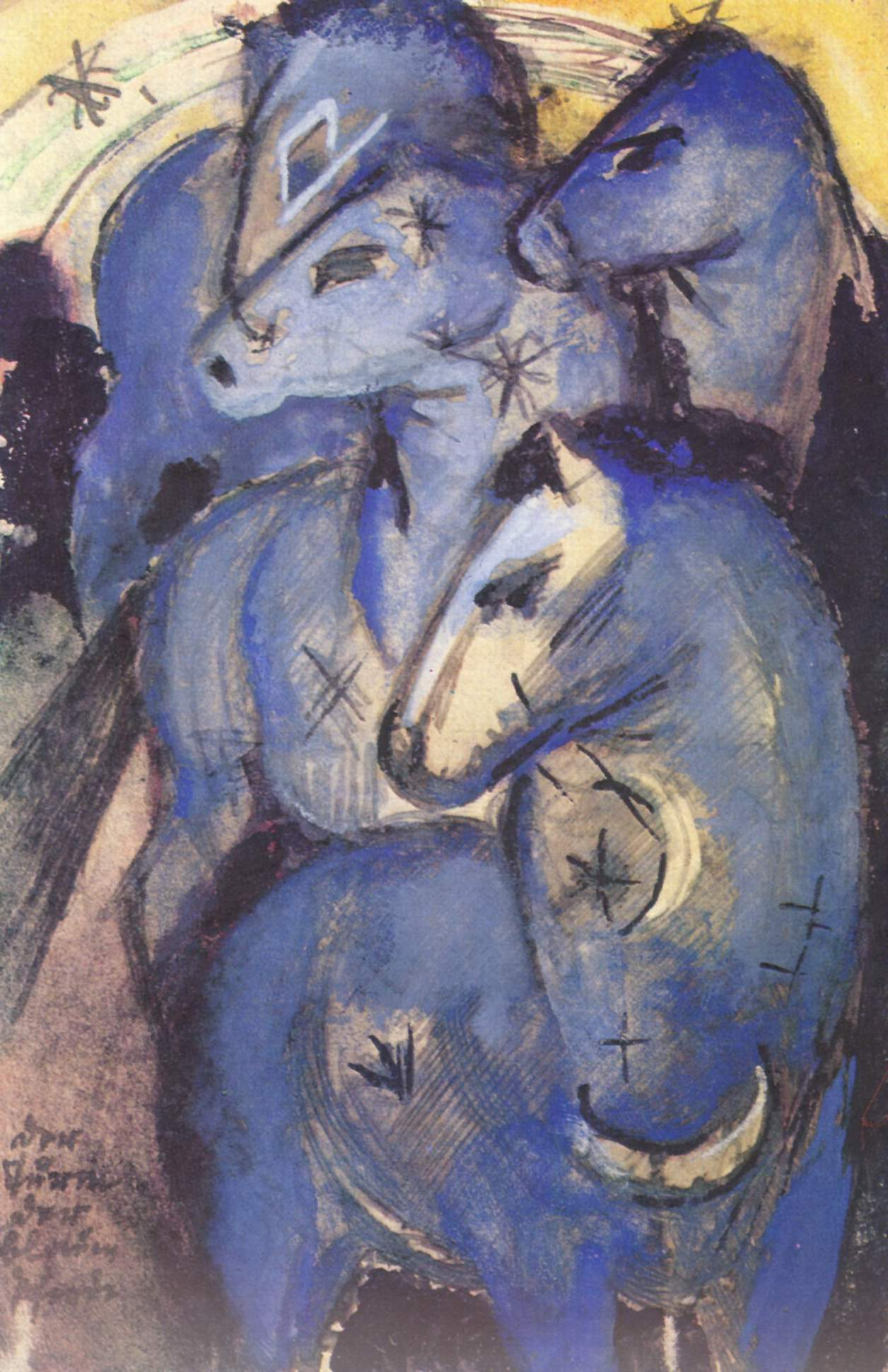
Franz Marc, La Tour de chevaux bleus (1913) (Turm der blauen Pferde), Munich, Staatliche Graphische Sammlung München.

Le Cavalier bleu (en allemand : Der Blaue Reiter) est un groupe d'artistes d’inspiration expressionniste, qui s'est formé à Munich. Ce groupe organise deux expositions (en 1911 et en 1912) et publie un almanach en 1912.
Ses acteurs principaux sont Vassily Kandinsky, Franz Marc et August Macke, mais aussi Gabriele Münter, Marianne von Werefkin, Heinrich Campendonk, David Bourliouk, Alexej von Jawlensky, Paul Klee et Alfred Kubin.
Ce groupe est, de peu, postérieur à l'autre grand groupe expressionniste allemand, né à Dresde en 1905 : Die Brücke (« Le Pont »).

## Historique
La Nouvelle association des artistes munichois (Neue Künstlervereinigung München, abrégé couramment en NKVM) est fondée en janvier 1909, avec Kandinsky comme président. L'association regroupe des artistes modernes d’écoles diverses, allant du néo-impressionnisme à l'Art nouveau. Les plus célèbres représentants en sont Kandinsky, Münter, Jawlensky. Le NKVM organise ses deux premières expositions en décembre 1909, puis en septembre 1910 à la Moderne Galerie Thannhauser. À la suite de ces expositions, Franz Marc et August Macke se joignent à la NKVM. Rapidement, des divisions apparaissent au sein du groupe, entre les peintres les plus radicaux dans leur désir de nouveauté (en tête Kandinsky et Marc, qui se lient d’amitié) et les plus modérés. Kandinsky démissionne de la présidence en janvier 1911.

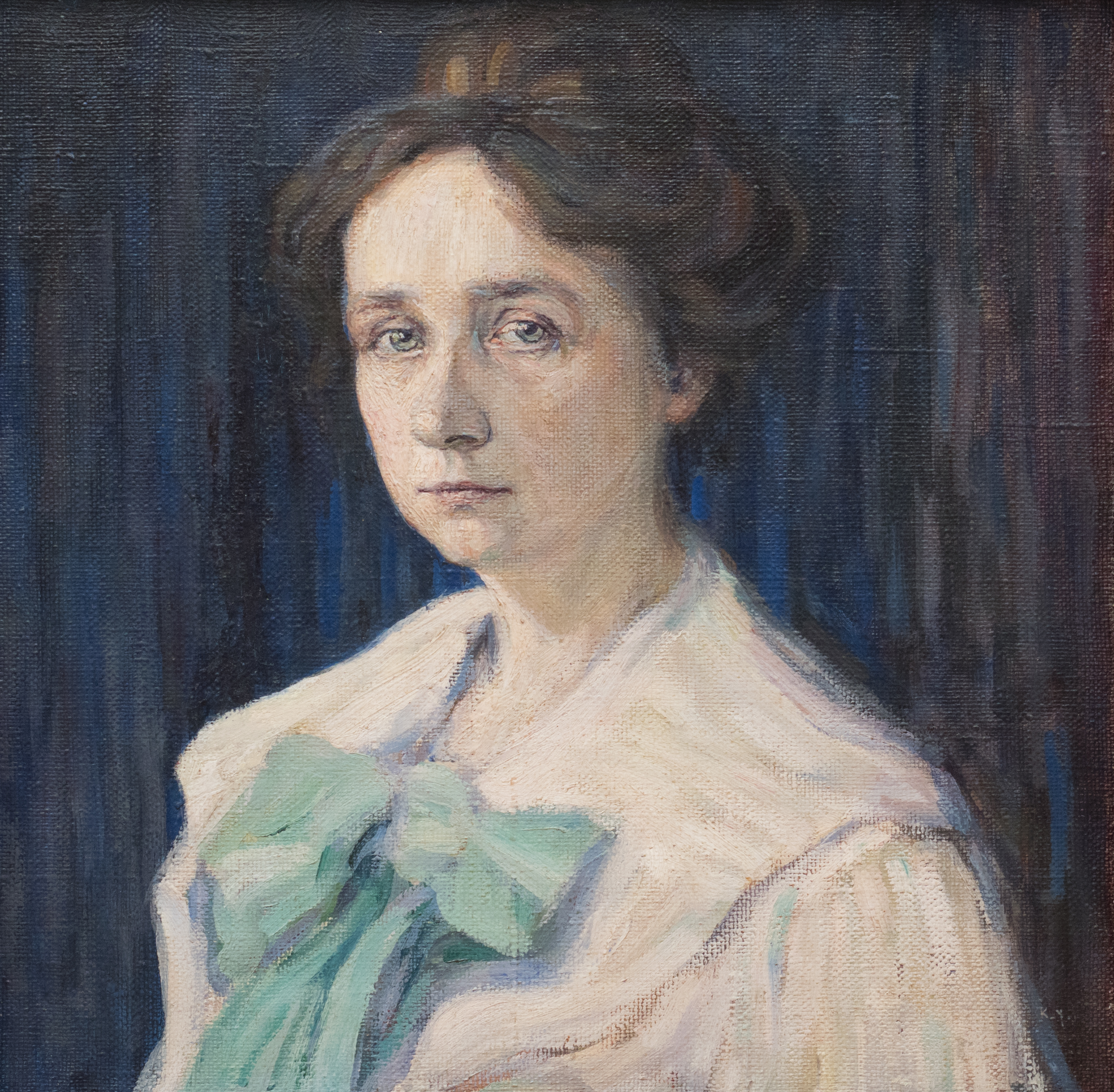
Portrait de Gabriele Münter par Vasily Kandinsky (1905), Lenbachhaus.

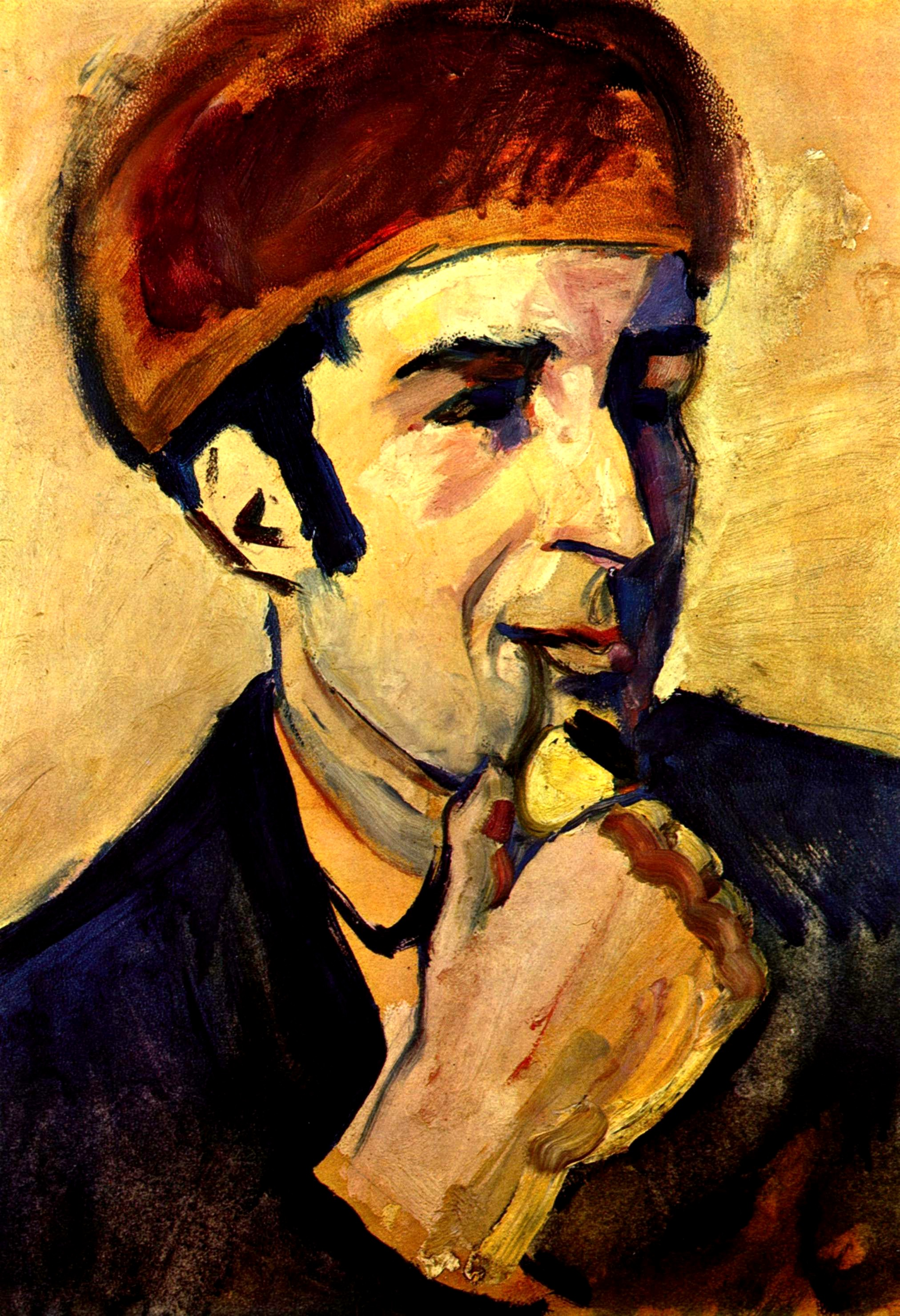
Portrait de Franz Marc
par August Macke (1910), Neue Nationalgalerie.

Pendant l'été 1911, Kandinsky a l'idée de constituer un recueil de textes sur l'art moderne rédigé par des artistes. Il mène tout d'abord ce projet en secret avec Marc, avec qui il choisit le titre : Der blaue Reiter, qui apparait pour la première fois dans une lettre à Piper, le futur éditeur de l'almanach. Kandinsky dira en 1930 que ce titre a été choisi parce que « nous aimions tous les deux le bleu, Marc aimait les chevaux, moi les cavaliers ».
En 1911, au cours de l‘organisation de la troisième exposition de la NKVM, le comité organisateur rejette une peinture de Kandinsky (Composition V, 1911). La rupture est manifeste. Kandinsky et Marc, suivis par d’autres, créent alors leur propre mouvement. Leur première exposition se fait, dans la précipitation, en même temps que celle du NKVM et au même endroit, la galerie Tannhauser, en décembre 1911.
Leurs expositions s’appellent « Exposition du comité éditorial du Cavalier bleu ». La première, ouverte à Munich, tourne en Allemagne, et ailleurs en Europe, de 1912 à 1914 (venues à Cologne, Berlin, Brême, Hagen, Francfort, Hambourg, Budapest, Oslo, Helsinki, Trondheim et Göteborg). Une seconde exposition est organisée à la galerie de Hans Goltz, à Munich en février 1912, qui réunit 315 œuvres graphiques d'artistes allemands, russes et français (parmi lesquels Georges Braque, Robert Delaunay, André Derain, Robert Lotiron, Pablo Picasso et Maurice de Vlaminck), ainsi que des œuvres des membres du groupe Die Brücke (bien que Kandinsky ait été très critique sur leur production).
Ces expositions sont des moments importants pour la percée de l'art moderne en Allemagne. La Première Guerre mondiale met malheureusement fin aux activités du groupe, notamment à la création d’un second almanach. Marc et Macke sont rapidement tués dans les combats, tandis que Kandinsky et Jawlensky sont forcés de rentrer en Russie.

## Démarche artistique

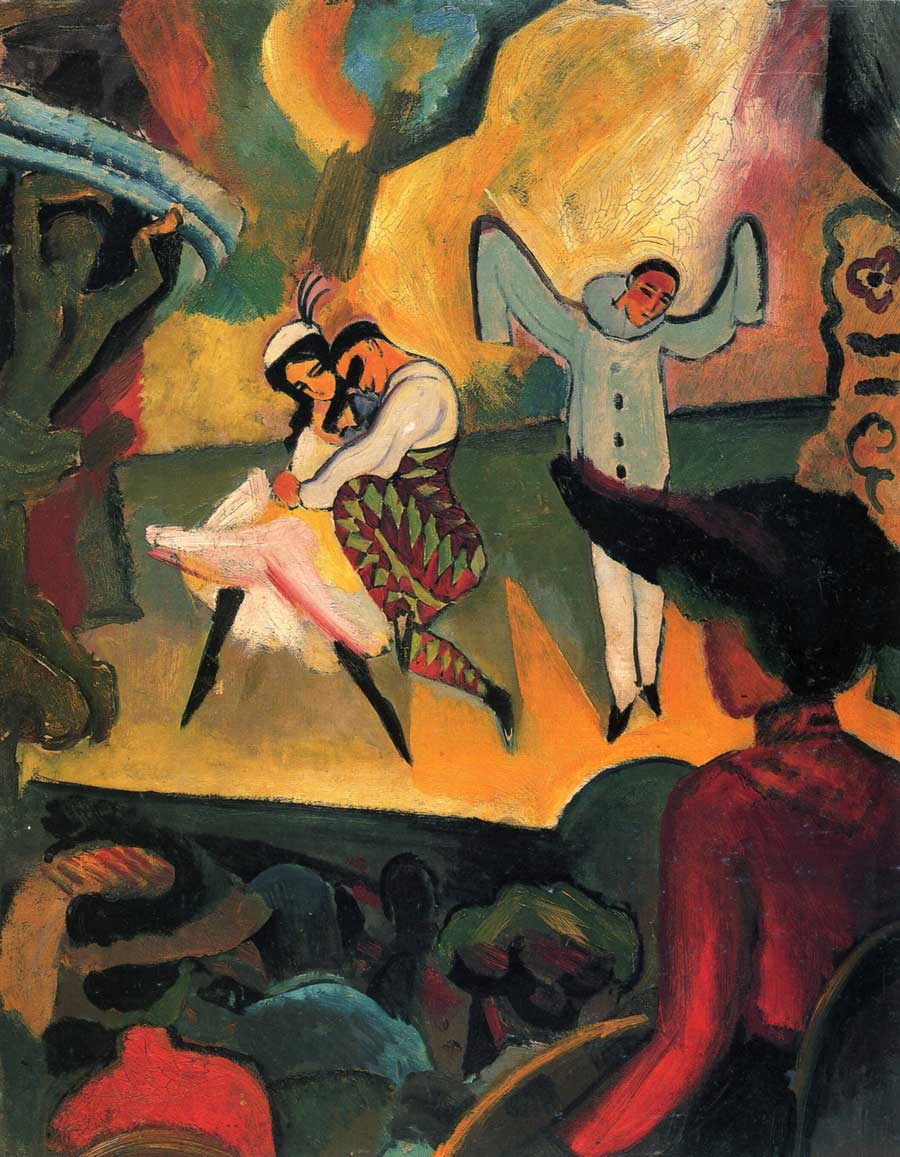
August Macke, Ballet russe (Russisches Ballett) (1912, huile sur carton,, Kunsthalle de Brême.

« Dans cette petite exposition, nous ne cherchons pas à propager une forme d'art précise et spéciale, mais notre but est de montrer, par la diversité des formes représentées, combien les aspirations intérieures des artistes peuvent revêtir d'expressions variées ». Ces mots qui figurent dans la préface du catalogue de l'exposition du Cavalier Bleu de 1911 témoignent de la démarche artistique du groupe qui a joué un rôle majeur dans le développement de l'art abstrait au cours du siècle. On y retrouve en effet la notion d'intériorité, concept fondamental pour comprendre l'idéologie artistique défendue par Kandinsky et Marc. Ce catalogue annonce la parution de l'Almanach «Le Cavalier Bleu», un texte central dans la définition de la démarche artistique des deux artistes ayant marqué son époque par son avant-gardisme. 
Ce qui ressort de la lecture de l'almanach, c'est l'absence de toute division traditionnelle entre les différentes techniques artistiques : on y trouve à la fois une homogénéité de pensée, une commune croyance en la vie intérieure de l'artiste, dans la forme comme extériorisation de l'intuition créatrice du peintre ou du musicien, dans les liens qui unissent les arts nouveaux aux arts anciens, les arts européens aux arts africains ou asiatiques, savants ou populaires, liens situés au tréfonds de l'homme, en ce qu'il a de plus archétypal. L'almanach comprend un ensemble d'articles d'esthétique générale qui soulignent la volonté de leurs auteurs de ne pas enfermer leur pensée dans un système immuable, mais de se révéler capables d'étendre et de ramifier leur champ d'action autant que possible. La notion de vibration, de résonance intérieure, seule capable d'instaurer un authentique vocabulaire de correspondances entre couleurs, sons et mots, apparaît comme un thème qui sous-tend l'almanach tout entier.
La pensée musicale a incontestablement constitué une source de réflexion privilégiée pour des artistes comme Kandinsky, František Kupka ou Robert Delaunay, qui ont précisément recherché les structures d'organisation de l'espace plastique, susceptibles de s'éloigner, voire d'échapper aux lois de la représentation. L'avènement de l'art abstrait coïncide assez justement avec un intérêt accru pour les formes musicales. C'est en ce sens que Kandinsky déclarait la musique supérieure à la peinture en ce qu'elle n'avait pas besoin de créer des « images » pour générer des sensations, des émotions, affirmant ainsi que c'est en cela que notre oreille est bien supérieure à notre œil.
De nombreux artistes et musiciens ont participé à sa réalisation, notamment Alexandre Scriabine, dont les recherches sur la conjonction des arts du temps (musique) et de l'espace (peinture) génère une longue lignée, qui se poursuit encore de nos jours, de créateurs dont les recherches portent sur la notion de synesthésie. Cet almanach regroupe articles et chroniques d’art rédigées uniquement par des artistes. Schönberg y donne un article, sa partition de Herzgewächse, op. 20, et deux reproductions de ses tableaux.
Malgré sa brièveté, le Cavalier bleu a véritablement marqué une époque : autour de ce mouvement se sont ralliés de grands créateurs unis par une même foi de renouveau spirituel de notre civilisation, imaginant un art qui ne connaîtrait « ni peuple, ni frontière, mais la seule humanité » (Kandinsky). Au-delà de différences formelles, cette vision spirituelle de l'art leur a permis d'établir une parenté fondamentale entre l'abstraction naissante et le réalisme d'un Douanier Rousseau, entre les arts de l'Afrique ou le folklore bavarois, et les dernières productions de l'avant-garde européenne.
Pour résumer, le Cavalier bleu, et plus particulièrement l'almanach, ne se confondent pas avec les démarches artistiques des deux créateurs, dans le sens où le parallèle entre atonalité et abstraction ne se trouve pas au centre de leurs contributions. Ainsi, l'ouvrage se caractérise par l'extension du champ artistique qu'il propose : d'une part dans l'espace (arts primitifs, gothique, Renaissance, venant d'Europe ou extra-européens, en l'occurrence africains, chinois…), d'autre part dans différents domaines (arts plastiques, musique, littérature, art des enfants…). Le mouvement du Cavalier bleu représente un exemple d'ouverture inhabituelle émanant d'un petit groupe d'avant-garde.

## Publication
- (de) Kandinsky et Franz Marc, Der blaue Reiter, Munich, R. Piper & Co. Verlag, 1914, 2e éd. (1re éd. 11 mai 1912), 140 p. (lire en ligne).

### Expositions et rétrospectives
- « Kandinsky, Marc und der blaue Reiter », Fondation Beyeler, Bâle, du 4 septembre 2016 au 22 janvier 2017.
- « Franz Marc, August Macke : l'aventure du Cavalier bleu », Paris, musée de l'Orangerie, 6 mars - 17 juin 2019 ; New York, Neue Galerie, 4 octobre 2018-21 janvier 2019.